# Rhipidia invaripennis
Rhipidia invaripennis är en tvåvingeart. Rhipidia invaripennis ingår i släktet Rhipidia och familjen småharkrankar.

## Underarter
Arten delas in i följande underarter:
- R. i. carpapatae
- R. i. invaripennis